# Carex uncifolia
Carex uncifolia là một loài thực vật có hoa trong họ Cói. Loài này được Cheeseman mô tả khoa học đầu tiên năm 1884.